# Planik
Koordinati:   44°22′48″N, 14°51′26″E
Planik je nenaseljen otok v Jadranskem morju, ki pripada Hrvaški.
Planik leži v Kvarnerju, na jugu Pohlipskega kanala, vzhodno od  Oliba,  od katerega je oddaljen okoli 4 km. Površina otočka meri 1,09 km², dolžina obalnega pasu je 6,063 km. Najvišji vrh je visok 37 mnm.